# 高夫 (喬治亞州)
高夫（英語：Gough）是位於美國喬治亞州伯克縣的一個非建制地區。該地的面積和人口皆未知。

## 地理
高夫的座標為33°05′31″N 82°13′35″W / 33.09194°N 82.22639°W，而該地的平均海拔高度為122米（即400英尺）。